# Interpretatio graeca

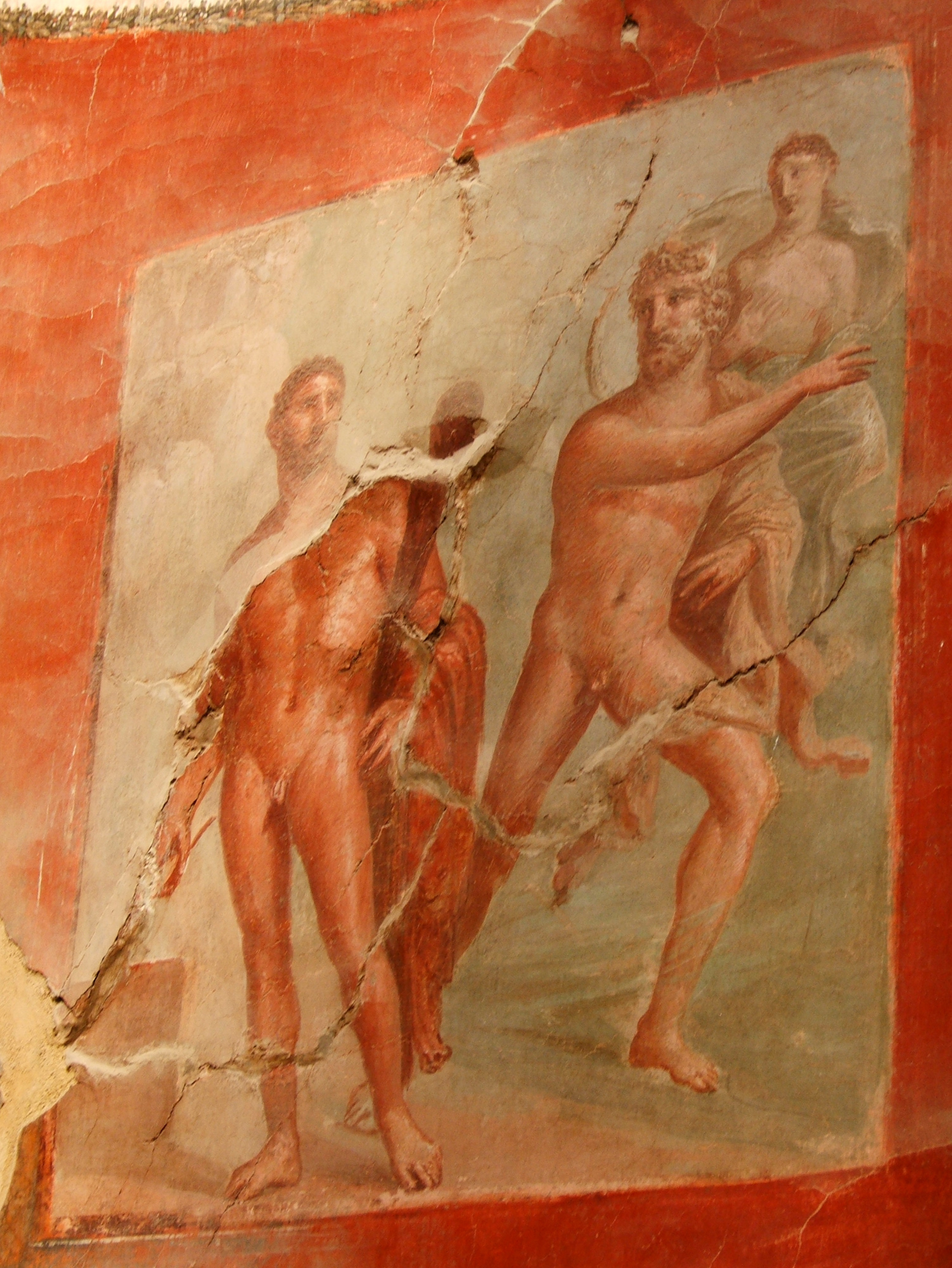
Salón de los Augustales (Herculano). Este fresco representa a Hércules con Aqueloo.

Interpretatio graeca (en latín, «traducción griega») es una expresión latina para designar la frecuente tendencia de los antiguos escritores griegos a equiparar divinidades extranjeras con miembros de su propio panteón, basándose en las posibles similitudes atributivas de unos y otros. También llamada «interpretación por medio de [modelos] griegos», es un discurso utilizado para interpretar o intentar comprender la mitología y la religión de otras culturas; una metodología comparativa que utiliza conceptos y prácticas religiosas, deidades y mitos griegos antiguos, equivalencias y características compartidas. Heródoto, por ejemplo, alude a los antiguos dioses egipcios Amón, Osiris y Ptah como «Zeus», «Dioniso» y «Hefesto», constatando así que egipcios y griegos adoraban a los mismos dioses bajo diferentes nombres.
La frase puede describir los esfuerzos griegos por explicar las creencias y los mitos de otros, como cuando Heródoto describe la religión egipcia en términos de análogos griegos percibidos, o cuando Dionisio de Halicarnaso y Plutarco documentan los cultos, templos y prácticas romanas bajo los nombres de deidades griegas equivalentes. La interpretatio graeca también puede describir la interpretación que hacen no griegos de sus propios sistemas de creencias por comparación o asimilación con los modelos griegos, como cuando los romanos adaptan los mitos y la iconografía griegos con los nombres de sus propios dioses.
Jan Assmann considera el enfoque politeísta de la internacionalización de los dioses como una forma de «traducción intercultural»:
El gran logro del politeísmo es la articulación de un universo semántico común. ... El significado de una deidad es su carácter específico tal y como se despliega en los mitos, himnos, ritos, etc. Este carácter hace que una deidad sea comparable a otras deidades con rasgos similares. La similitud de los dioses hace que sus nombres sean mutuamente traducibles. ... La práctica de traducir los nombres de los dioses creó un concepto de similitud y produjo la idea o convicción de que los dioses son internacionales.
Plinio el Viejo expresó la «traducibilidad» de las deidades como «nombres diferentes para pueblos diferentes» (nomina alia aliis gentibus). Esta capacidad hizo posible el sincretismo religioso de la época helenística y del Imperio romano precristiano.

## Ejemplos
Heródoto fue uno de los primeros autores en hacer esta forma de interpretación. En sus observaciones sobre los egipcios, estableció equivalentes greco-egipcios que perduraron hasta la era helenística, entre los que se incluyeron Amón/Zeus, Osiris/Dioniso y Ptah/Hefesto. En sus observaciones con respecto a los escitas, equipara a su reina de los dioses, Tabiti, con Hestia, a Papaios y Api con Zeus y Gea respectivamente, y a Argimpasa con Afrodita Urania, y también afirma que los escitas adoraban equivalentes a Heracles y Ares, pero cuyos nombres no menciona. 
Se piensa que algunos pares de dioses griegos y romanos, como Zeus y Júpiter, derivan de un arquetipo indoeuropeo común (Dieus como el dios supremo del cielo) y, por lo tanto, exhiben funciones compartidas por naturaleza. Otros requirieron esfuerzos teológicos y poéticos más expansivos: aunque tanto Ares como Marte son dioses de la guerra, Ares era una figura relativamente menor en la práctica religiosa griega y despreciada por los poetas, mientras que Marte era un padre del pueblo romano y una figura central de la religión romana arcaica. 
Algunas deidades provenientes del estrato religioso más antiguo de Roma, como Jano y Término, no tenían equivalentes griegos. Otras figuras divinas griegas, particularmente Apolo, fueron adoptadas directamente en la cultura romana, pero experimentaron un desarrollo claramente romano, como cuando Augusto hizo de Apolo una de sus deidades protectoras. En el período temprano, la cultura etrusca jugó un papel intermedio en la transmisión del mito y la religión griega a los romanos, como se evidencia en la transformación lingüística del griego Heracles en el etrusco Hercle y en el romano Hércules.

## Equivalente romana
La práctica romana equivalente se llamaba interpretatio romana. El primer uso conocido de esta expresión fue hecho por Tácito en su Germania (cap. 43), en la que informa sobre un bosque sagrado en los najarvali, diciendo: «Praesidet sacerdos muliebri ornatu, sed deos interpretatione romana Castorem Pollucemque memorant» (‘un sacerdote preside con ropas de mujer, pero en la interpretación de los romanos, adoran a los dioses Cástor y Pólux’). En otro momento (cap. 9) dice que los dioses principales de los antiguos germanos eran Hércules y Mercurio, aludiendo a Thor y Odín respectivamente.

### Roma asimila a los dioses griegos
La cultura romana debía mucho a los antiguos griegos. Los etruscos ya habían incorporado algunos de los dioses griegos y usado una versión del alfabeto griego. Las colonias griegas fundadas en el sur de Italia desde el siglo VIII a. C. contribuyeron mucho a la joven ciudad y más tarde, cuando los romanos conquistaron el mundo helenístico, adoptaron una nueva tanda de creencias y ritos griegos. Donde ambas mitologías compartían un origen, las interpretaciones llegaron naturalmente: Zeus y Júpiter, por ejemplo, procedían ambos del Dyeus del panteón protoindoeuropeo. En los demás lugares el ajuste fue menos preciso, pudiendo añadirse al dios romano atributos tomados del griego, mientras seguía siendo diferente: Marte retuvo su relación latina con la agricultura y fertilidad junto con sus atributos guerreros y, a diferencia del temible Ares griego, era una figura de culto benevolente y ampliamente reverenciada.
Algunos di indigetes (dioses romanos nativos), como Jano y Término, no tenían equivalente griego y por ello mantuvieron una tradición independiente, además de otros pocos, como Bona Dea, a pesar de compartir atributos con una figura griega (en este caso Artemisa). Otros, como los doce ayudantes de Ceres, pasaron a ser meros adjuntos de las deidades griegas importados (aquí, Deméter).

### Roma y los dioses del Imperio
Los romanos interpretaron los dioses celtas y de Oriente Próximo como deidades romanas con la misma facilidad. Cernunnos y Lug fueron identificados con Mercurio, Nodens con Marte como sanador y protector, Sulis con Minerva, y Teshub, el dios anatolio de las tormentas, se convirtió con su hacha de doble filo en Júpiter Doliqueno, una figura de culto favorita entre los soldados.
Incluso la advocación judía: Yahveh fue identificado con varios dioses, dependiendo del autor de dicha interpretatio:
- Varro, Juvenal, Petronio y Floro creían que Yavé era Júpiter o Caelus;
- según Tácito, Yavé era Saturno (reinterpretado por los cristianos de forma que Jesucristo era Júpiter);
- para Cneo Cornelio Escipión Hispalo, Yavé era Tifón (recuperando la idea de Antíoco IV);
- Plutarco, Pompeyo, Juan Lido y Cornelio Labeo creían que Yavé era Dioniso-Baco;
- entre los místicos neoplatónicos (tanto paganos como judíos y cristianos) se creía que Yavé (por ende, Jesucristo) era Helios (Sol Invictus);
- otras interpretaciones barajan que Yavé podría ser Hefesto-Vulcano, Momus, Eón (también llamado Aión), Dis Pater, Orcus, Caligo, Érebo, etc. Dependiendo de si el autor de la interpretatio en cuestión veía de forma positiva o negativa los cultos monoteístas judío y cristiano.

Cuando los romanos carecían de figura equivalente, no dudaron en añadir deidades extranjeras a su panteón. A veces cambiaban el nombre: cuando Cibeles fue adoptada de los frigios (los griegos la habían interpretado previamente con Rea), recibió el nombre de Magna Mater deorum Idaea. Otras veces no sucedía así: Apolo recibió el mismo nombre en griego y latín.

## Equivalente germánica
La interpretatio germanica es la práctica equivalente entre los pueblos germánicos, vista por ejemplo en los nombres de los días de la semana. De forma parecida a la interpretatio romana respecto a la interpretatio graeca, no fue una práctica independiente sino más bien una inversión de la interpretación romana de los dioses germánicos tras la cristianización germánica.